# Manioc en Guyane

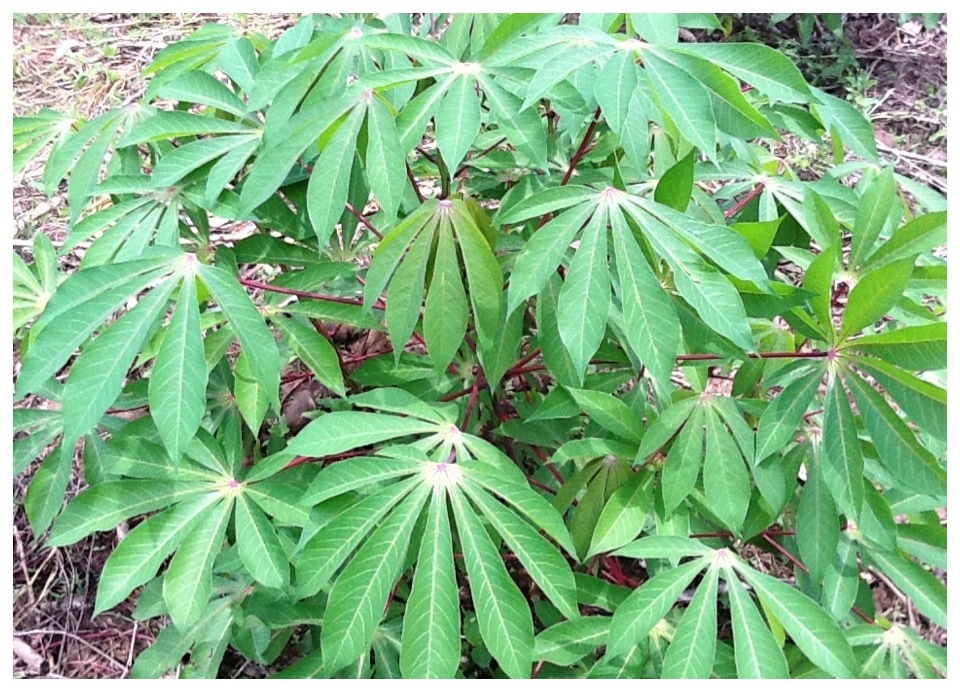
Plant de manioc.

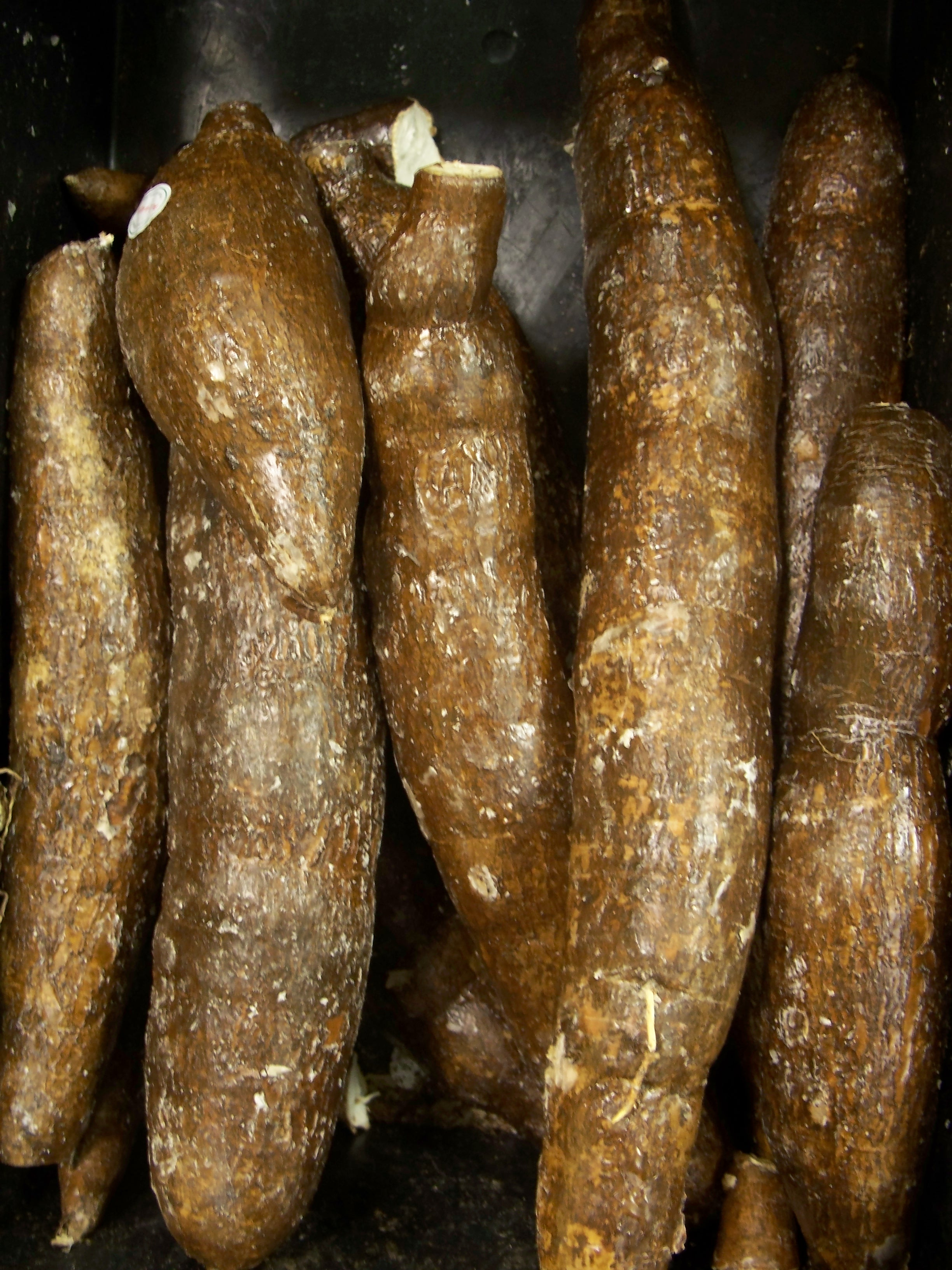
Racines de manioc enrobées de paraffine pour améliorer sa conservation.

En Guyane, le manioc a longtemps constitué la base de l'alimentation, et cela est encore vrai dans les zones rurales (communautés amérindiennes, marronnes, créoles) reposant sur les productions de l'abattis. On le trouve dans les marchés sous forme de tubercules pour les variétés douces appelées ici en créole puis français kranmannyòk (cramanioc), et sous forme transformée (couac, cassave, sispa, tapioca, crabio, « pains de pulpe de manioc ») pour les variétés amères.

## Histoire

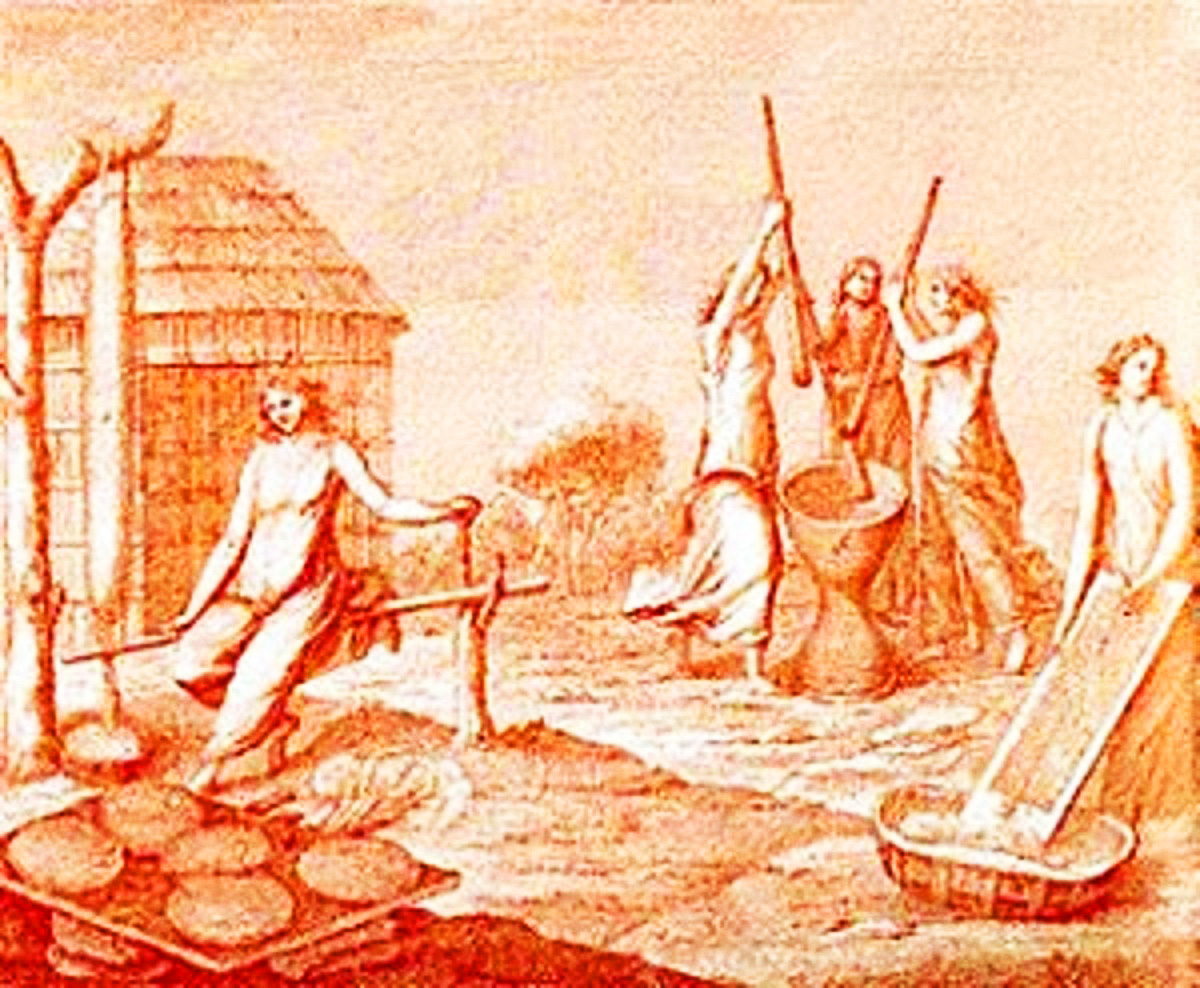
Élaboration du couac et de la cassave au XVIIIe siècle.

Les recherches archéologiques ont prouvé que le manioc (la yuca) fut primitivement cultivé il y a 4 000 ans au Pérou. Cette culture, spécifique du continent américain, précéda le maïs dans beaucoup de régions. Mais l'alimentation précolombienne s'organisa rapidement autour du maïs et du manioc. Sa racine fut la nourriture des Indiens de l'ère pré-coloniale. Les Espagnols méprisèrent cette denrée et la réservèrent aux esclaves africains, qui en firent leur nourriture de base.
Le manioc constitue la base alimentaire de nombreux pays de l'Amérique latine. Sa culture s'étend du nord de l'Argentine jusqu'au Mexique, via les Caraïbes. En Guyane, des traces archéologiques de la culture du manioc par les Amérindiens sont observables dans la région d'Iracoubo sous la forme de champs surélevés (buttes de terre régulièrement espacées formant des ponctuations sur les images aériennes) dans des zones actuellement occupées par de la savane ou de la forêt. Le manioc porte des noms divers : yuca, mandioca, mañoco, tapioca, etc. Sa partie comestible sont ses racines, mais ses feuilles peuvent être aussi consommées. La cassave (le casabe en espagnol), est sans doute la plus ancienne façon de consommer le manioc. Cette galette élaborée à partir du couac, permet à la fois de stocker des aliments et de disposer d'un produit comestible en cas de pénurie. En Guyane, en 2018, le manioc était la première production agricole, présente sur 44 % des terres et trois quarts des exploitations. Cet aliment est essentiel pour les Amérindiens et central pour les peuples bushinengués.
Depuis le début des années 2020, le manioc de Guyane est confronté à une maladie fongique causée par un champignon parasite résistant aux fongicides et au brûlis, originaire d'Asie du Sud-Est, officiellement identifié en juillet 2024 : Ceratobasidium theobromae. 
Les plants infectés flétrissent et noircissent, ce qui entraîne une baisse significative des récoltes. En 2025, un rapport de l'Anses a conclu que son élimination totale n'est plus possible en raison de sa propagation avancée. L'Amapá est également touché. Un plan de relance agricole, en 2024, comprend la création de pépinières visant à produire des boutures saines, mais la maladie continue de perturber la production, entraînant une hausse des prix du manioc, une modification des pratiques agricoles et un début de crise alimentaire pour les populations manquant d'alternatives comme à Trois Sauts par exemple. Pour les services de l'État, il est important de distribuer des plants issus de souches résistantes, mais en prenant garde de ne pas homogénéiser génétiquement les cultures par exemple « en envoyant massivement des boutures saines cultivées sur le littoral » sans respecter « la diversité des variétés et leurs usages par les populations » commente Patrice Poncet, directeur de la DEAAF de Guyane — la direction de l'Environnement, de l'Agriculture, de l'Alimentation et de la Forêt, le remède pouvant alors être pire que le mal.

## Le manioc
Le manioc, plante arbustive ligneuse de l'Amérique tropicale, peut atteindre deux mètres de haut en culture. Les scientifiques l'appellent Manihot esculenta, de la famille des Euphorbaciées. Sa reproduction est relativement facile par bouturage. La récolte arrive au bout de sept mois, puis au bout de dix-huit mois.

## Produits transformés issus du Manioc

### Lecouac
Le couac est une semoule sèche plus ou moins grossière dont la couleur varie du jaune vif au gris en passant par le blanc. Il est fabriqué traditionnellement à partir des variétés de manioc amer. Pour l'obtenir, on commence par éplucher les tubercules. Puis on les réduit en une pâte grossière à l'aide de la « planche à grager », une tôle criblée d'impacts de pointe, ou pour les plus primitives, une planche de bois où l'on incruste de petits cristaux de quartz (de manière moins artisanale, un broyeur remplace cet instrument). La bouillie ainsi obtenue est ensuite introduite dans une « couleuvre », une vannerie tubulaire allongée, souvent ouvragée, pourvue d'une boucle à chaque extrémité. La couleuvre est ensuite étirée pour presser la pâte et en exprimer le jus toxique (cyanure). Le jus toxique est récupéré puis détoxifié à son tour par une longue cuisson, et peut être consommé sous forme de soupe. Le tapioca se concentre généralement dans le bas de la couleuvre. La pulpe détoxifiée et compressée est parfois vendue dans les marchés. Il arrive qu'on la laisse ensuite reposer quelques jours afin qu'elle se colore et prenne un goût plus fort. La pulpe est alors effritée et tamisée à l'aide d'un manaré tressé, pour extraire les fibres ligneuses et les gros morceaux. Cette semoule crue est alors grillée sur une grande platine en acier (à l'origine en terre cuite) de diamètre supérieur à 1 m, posée sur un feu. Pendant cette opération, il faut veiller à retourner sans cesse la semoule pour éviter qu'elle ne s'agglomère. Cette semoule grillée est appelée « couac » ou « farine de manioc » (farinha de mandioca au Brésil). Absorbant, le couac remplace le pain lors de tous les repas. Il peut être consommé seul (cru), en salade (façon taboulé), grillé à la poële dans des matières grasses pour un accompagnement (plat nommé Farofa au Brésil), en gratin, etc. De conservation longue et facile, nourrissant, naturellement déshydraté, il entre idéalement dans le menu des gens séjournant en forêt.

### Lacassave
La cassave est une grande galette plate (généralement plus de 50 cm de diamètre) issue du même processus de fabrication que le couac. La farine est produite par le râpage (sur une grage) de la racine de manioc. Le produit obtenu est détrempé dans un mélange d'eau et de chaux qui est soit placé dans un long boyau de vannerie appelé couleuvre et parfois étiré, ce qui permet d'en extraire le jus, qui est un poison, soit écrasé sur une meule à bras appelée metate, jusqu'à la formation d'une pâte dite « masa ».
Lors de la dernière phase de cuisson, la semoule est amalgamée en une grande galette. Une fois cette pâte séchée, elle est pétrie puis aplatie et étalée sur une plaque appelée comal et posée sur un feu pour la cuire. Cette galette sert « d'assiette comestible ». La cassave est consommée comme du pain pour tartiner ou pour éponger une sauce ou une soupe. En langue kali'na, la cassave est appelée alepa.

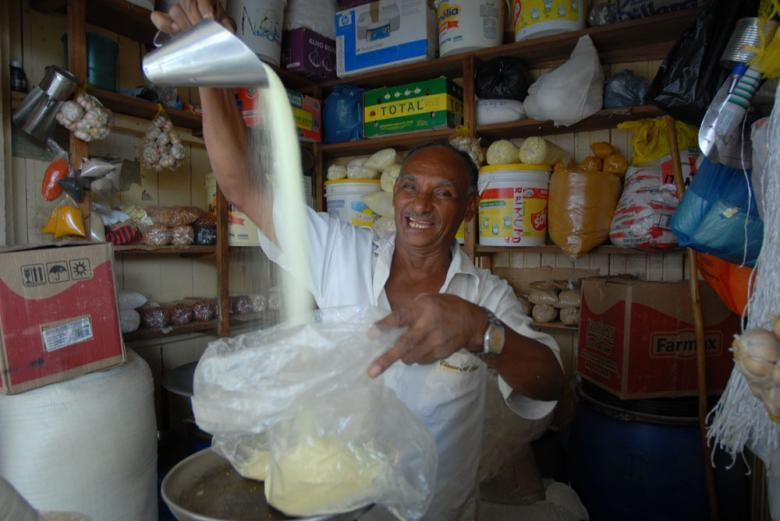
Couac ou farine de manioc.
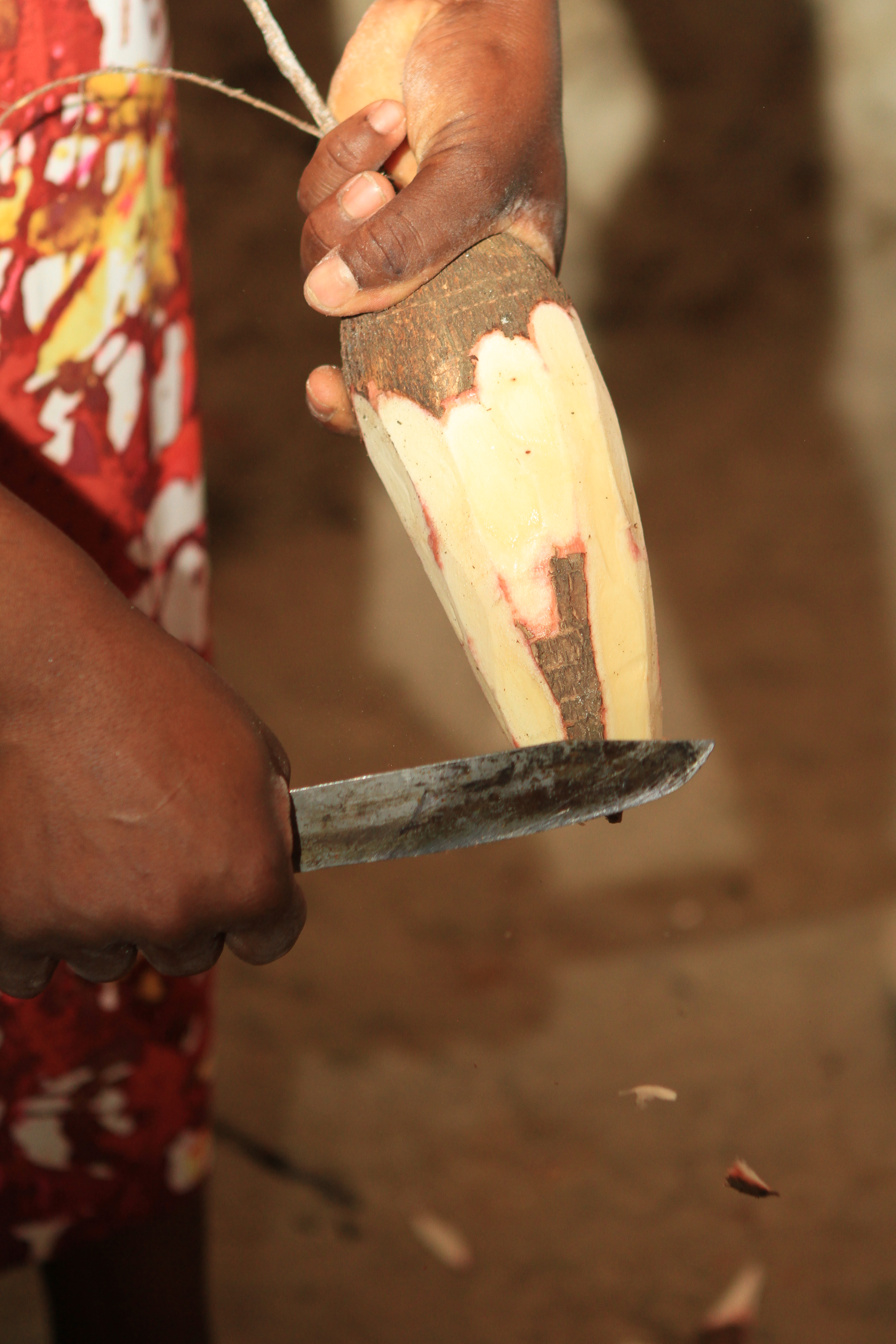
Instrument à grager.
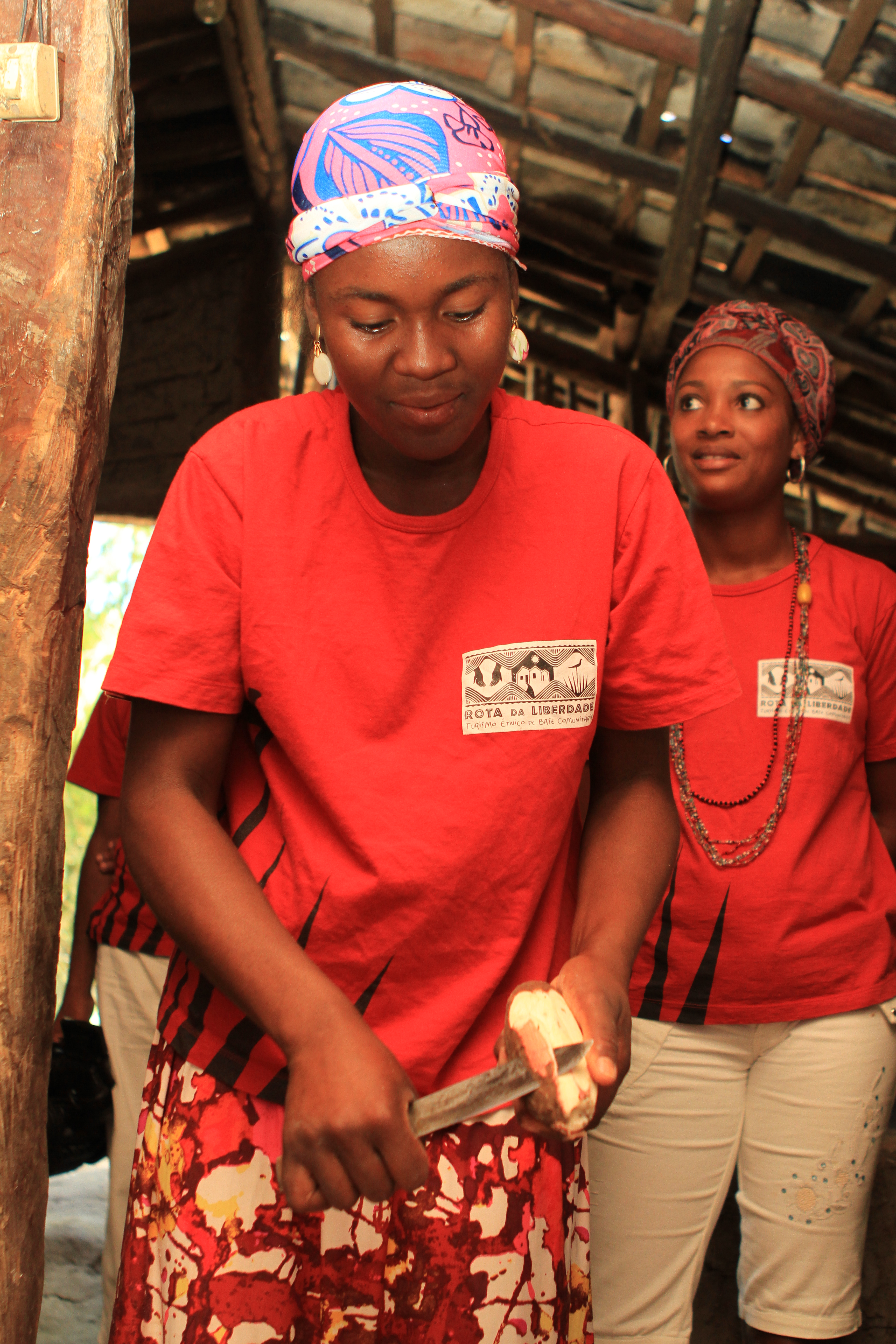
Instrument à grager.
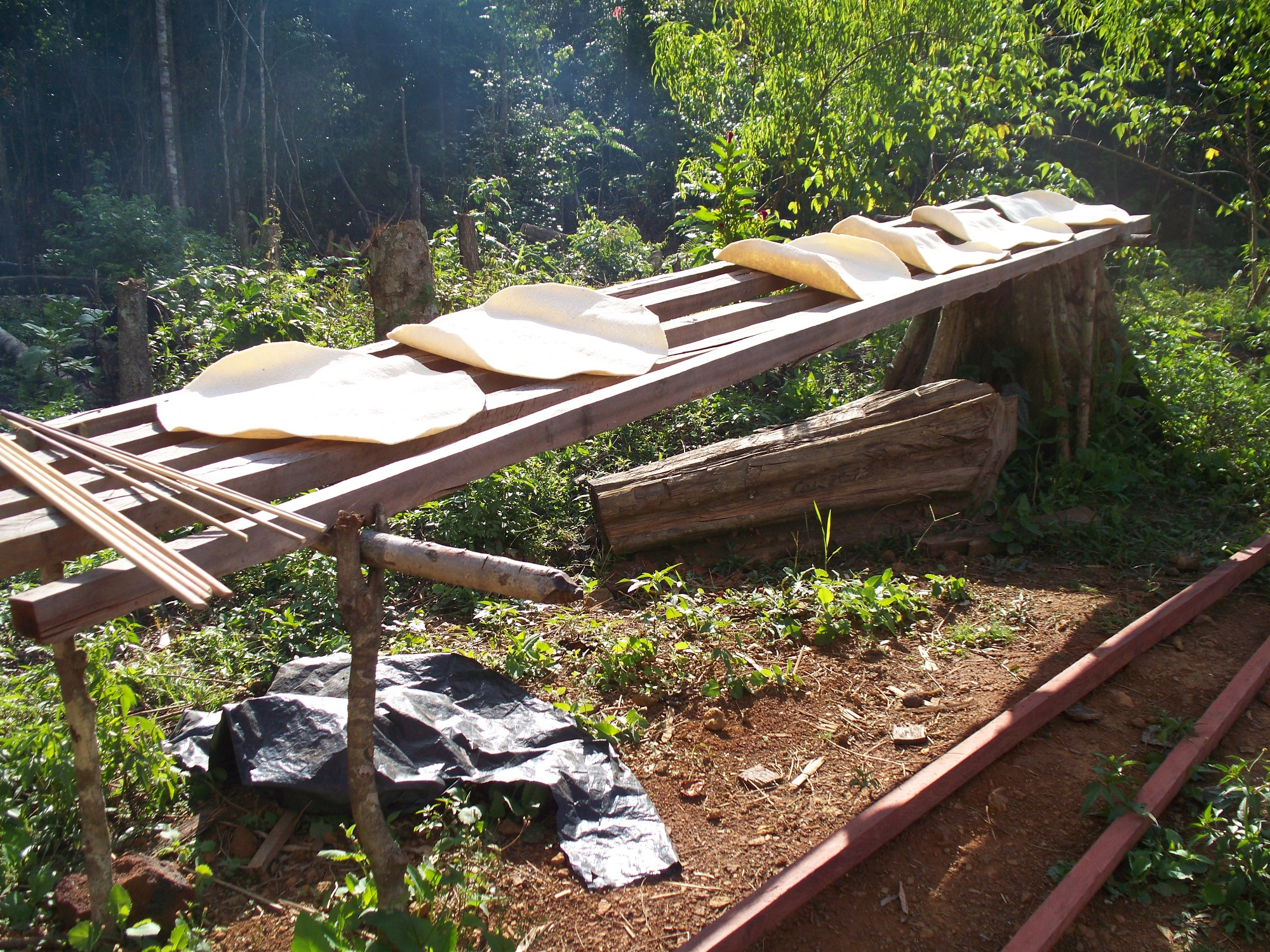
Galettes de cassave mises à sécher sur une claie.
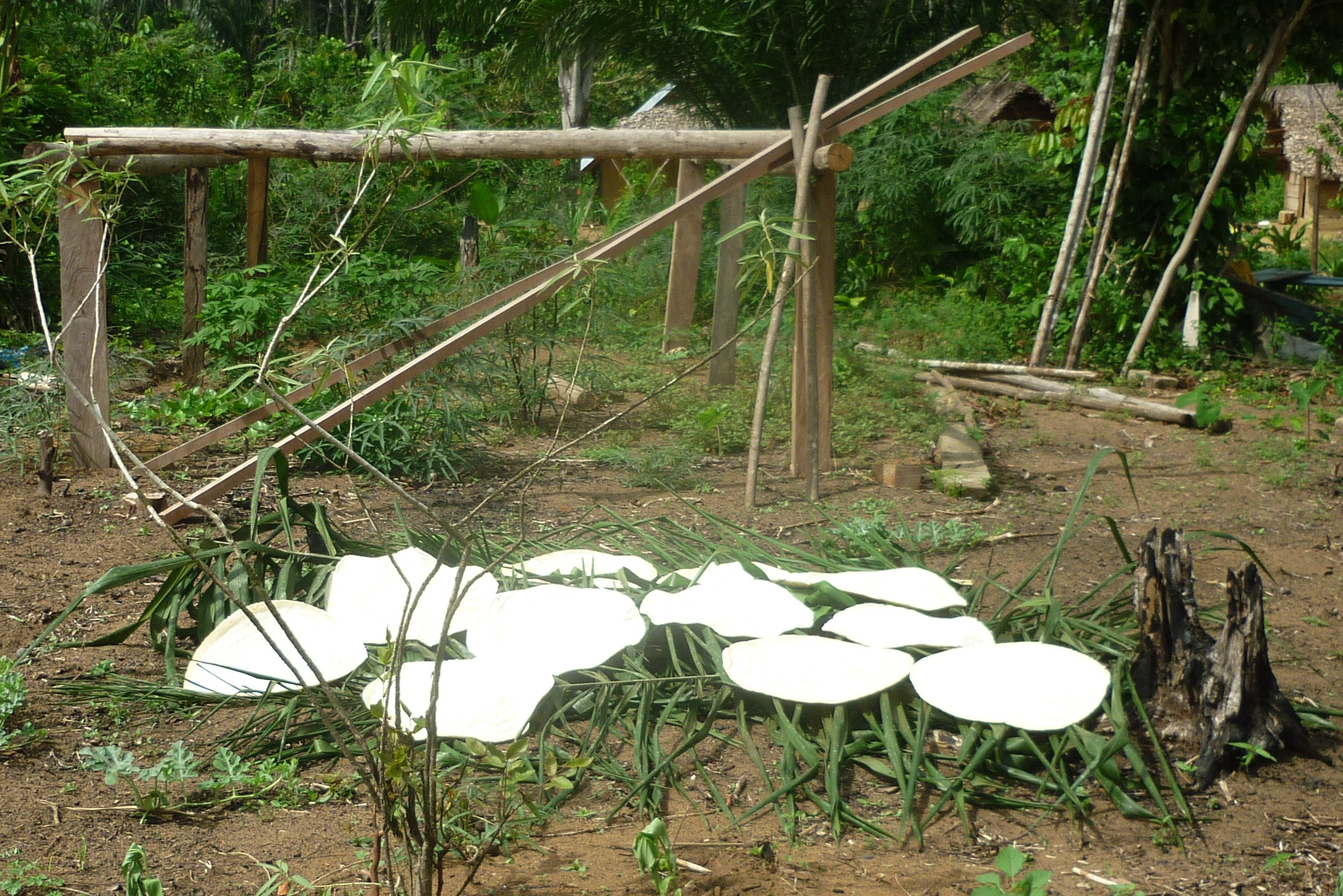
Galettes de cassave séchant sur des feuilles de palmier Maripa.

### Letapioca

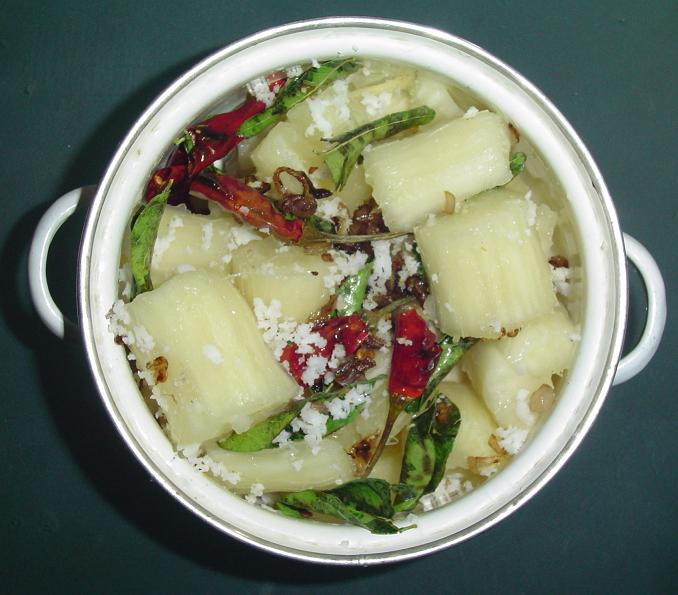
Tapioca.

Le tapioca est la partie la plus connue et la plus riche du manioc.  Cette fécule, utilisée en cuisine, est produite à partir des racines du manioc amer (non consommable sans traitement) séchées puis traitées. Il s'agit d'amidon assez pur et son goût est neutre. On l'utilise notamment comme épaississant pour les soupes et les desserts. Le mot emprunté au portugais vient du tupi et du guarani (langues indigènes du cône sud de l'Amérique) et signifie « résidu séché ».

### Lasispa
Le sispa est une petite galette d'environ 5 cm de diamètre, blanche sucrée ou salée, faite à base d'amidon de manioc et de noix de coco. Elle est fondante et sèche.

### Lecrabio
Le crabio est le jus de manioc préalablement détoxifié par cuisson et qui est ensuite préparé avec du poisson mélangé avec du crabe et sa graisse. Ce mélange donne une coloration gris foncé en fonction de la graisse de crabe rajoutée, d'où le nom crabio (Kuasapo en Kalina). C'est un plat très prisé par les Amérindiens Kalina surtout en saison de crabe. 
À ne pas confondre avec les jus de manioc bouilli ou fermenté souvent vendu sur les marchés dans de petites bouteilles de soda, macérant avec des piments. Il est consommé comme une sauce d'accompagnement ou comme ingrédient. On l'appelle toucoupi (Tucupi) dans les langues tupi-guarani comme le wayampi, le teko ou au Brésil (ex. : le canard au toucoupi est un plat réputé dans le nord du Brésil).

### Lecachiri
Le cachiri est la boisson traditionnelle amérindienne fabriquée à partir du manioc. Il en existe plusieurs recettes. Certaines utilisent la pâte de manioc détoxifiée, d'autres des cassaves volontairement trop cuites. La préparation du cachiri est généralement confiée aux femmes qui le produisent en mâchant le manioc puis en recrachant dans un jarre ou cette préparation fermente. Plus un cachiri est ancien, plus il se charge en alcool (généralement pas plus de 2 ou 3° alc.), mais on ne lui laisse généralement pas beaucoup de temps. Certains cachiris sont confectionnés à partir d'ignames violets bouillis (les Amérindiens wayampi l'appellent calalou) ou à partir d'épis de maïs. Le cachiri joue un grand rôle social pour les communautés : il permet à tout le monde de se réunir et de discuter longuement.

## Le manioc et l'artisanat
Le travail lié au manioc ne se réduit pas au travail de l'abattis. Il donne aussi lieu à des objets traditionnels, supports de l'imaginaire collectif de chaque communauté. Outre les planches à grater, on compte un grand nombre de vanneries : katouri-dos (paniers de ramassage), couleuvres, manaré (tamis).
Généralement tressées à partir de tiges d'arouman (Ischnosiphon sp., Marantaceae), les motifs décoratifs présents sur ces objets témoignent de la mythologie et généralement de la grande richesse culturelle des communautés guyanaises (amérindiens et businengue).

## La «culture» du manioc
En tant que plante reine de l'abattis guyanais, le manioc occupe une place de choix dans le patrimoine culturel guyanais. Les populations commencent à s'en apercevoir et à le mettre en valeur : depuis 2004, une fête du manioc a lieu annuellement à Iracoubo, commune réputée pour son couac et ses sispas. Depuis 2005, une autre est organisée à Cayenne en octobre. Depuis 2006, la commune amérindienne kali'na d'Awala-Yalimapo organise une « journée du manioc » en mai.

De nouveaux produits dérivés du manioc maintenant fabriqués localement (chips de cramanioc) tendent à devenir à la mode.